# Mistrzostwa Europy w Lekkoatletyce 1969 – chód na 50 km mężczyzn

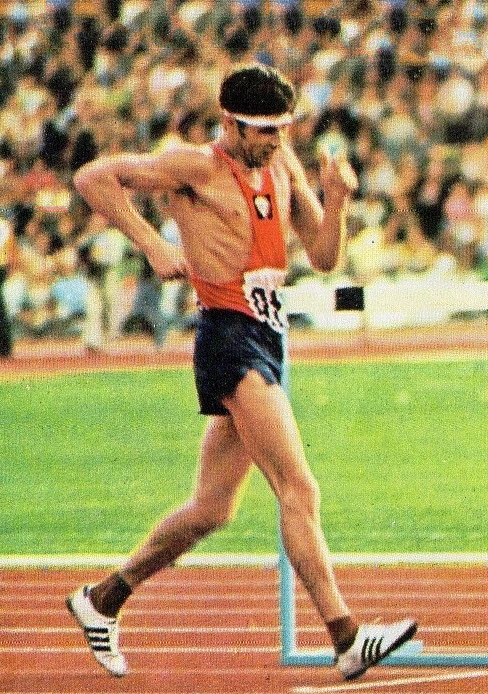
Wieniamin Sołdatienko

Chód na 50 kilometrów mężczyzn był jedną z konkurencji rozgrywanych podczas IX Mistrzostw Europy w Atenach. Został rozegrany 18 września 1969 roku. Zwycięzcą tej konkurencji został reprezentant NRD Christoph Höhne. W rywalizacji wzięło udział dwudziestu pięciu zawodników z czternastu reprezentacji.

## Rekordy
| Rekord świata     | Giennadij Agapow (SUN)     | 3:55:36   | Ałma-Ata, ZSRR     | 17.10.1965 |
| Rekord Europy     | Giennadij Agapow (SUN)     | 3:55:36   | Ałma-Ata, ZSRR     | 17.10.1965 |
| Rekord mistrzostw | Jewgienij Maskinskow (SUN) | 4:17:15,4 | Sztokholm, Szwecja | 22.08.1958 |

## Wyniki
| Miejsce | Zawodnik              | Czas      | Uwagi |
| ------- | --------------------- | --------- | ----- |
| 1       | Christoph Höhne       | 4:12:32,8 | CR    |
| 2       | Peter Selzer          | 4:16:09,6 |       |
| 3       | Wieniamin Sołdatienko | 4:23:04,8 |       |
| 4       | Otto Barcz            | 4:25:45,8 |       |
| 5       | Ray Middleton         | 4:27:00,0 |       |
| 6       | Stefan Ingvarsson     | 4:32:07,2 |       |
| 7       | Charles Sowa          | 4:33:24,6 |       |
| 8       | Alexander Bílek       | 4:34:25,8 |       |
| 9       | Henri Delerue         | 4:35:10,4 |       |
| 10      | János Dalmati         | 4:38:09,0 |       |
| 11      | Edmund Paziewski      | 4:45:15,0 |       |
| 12      | Stig Lindberg         | 4:45:53,4 |       |
| 13      | Robert Rinchard       | 5:09:46,0 |       |
| 14      | Aynur Ayhan           | 5:10:16,4 |       |
| –       | Abdon Pamich          | DNF       |       |
| –       | Antal Kiss            | DNF       |       |
| –       | Vittorio Visini       | DNF       |       |
| –       | Guy Bailly            | DNF       |       |
| –       | Tore Brustad          | DNF       |       |
| –       | Odd Landehagen        | DNF       |       |
| –       | Bryan Elley           | DNF       |       |
| –       | Shaun Lightman        | DNF       |       |
| –       | Burkhard Leuschke     | DQ        |       |
| –       | Siergiej Bondarenko   | DQ        |       |
| –       | Paavo Pohjolainen     | DQ        |       |